# Paradise Towers
Paradise Towers (Las torres del paraíso) es el segundo serial de la 24ª temporada de la serie británica de ciencia ficción Doctor Who, emitido originalmente en cuatro episodios semanales del 5 al 26 de octubre de 1987.

## Argumento
El Séptimo Doctor y Mel, en busca de una piscina, aterrizan en las Torres del Paraíso, un edificio de lujosos apartamentos del siglo XXII que ha caído en el caos. 
El edificio ahora está dividido entre varias bandas de chicas jóvenes, denominadas Kangs y agrupadas por colores. El Doctor y Mel se encuentran con las Kangs Rojas. Acaban de descubrir la muerte de la última Kang Amarilla y están planeando cómo atacar a las Kangs Azules. 
En otro lugar de las Torres, uno de los Cuidadores (una especie de policías al estilo de Judge Dredd) es cazado y asesinado por un limpiador robótico, que se dirige al sádico Cuidador Jefe cuando oye de la muerte.

## Producción
| Episodio          | Fecha de emisión      | Duración | Espectadores en millones | Estado en el archivo  |
| ----------------- | --------------------- | -------- | ------------------------ | --------------------- |
| Episodio 1        | 5 de octubre de 1987  | 24:33    | 4,5                      | Cinta original en PAL |
| Episodio 2        | 12 de octubre de 1987 | 24:39    | 5,2                      | Cinta original en PAL |
| Episodio 3        | 19 de octubre de 1987 | 24:30    | 5,0                      | Cinta original en PAL |
| Episodio 4        | 26 de octubre de 1987 | 24:21    | 5,0                      | Cinta original en PAL |
| [ 1 ] [ 2 ] [ 3 ] |                       |          |                          |                       |

El autor Stephen Wyatt basó esta historia en parte de la novela de J. G. Ballard High Rise en la que muestra un edificio de apartamentos de lujo que decae hasta el salvajismo. Originalmente la música la iba a hacer un miembro del BBC Radiophonic Workshop, pero el productor John Nathan-Turner decidió que la música ya no hacía falta que fuera de producción propia. En su lugar, contrató al compositor por cuenta libre David Snell, pero Nathan-Turner canceló el contrato avanzada la producción porque no estaba contento con el resultado, y Keff McCulloch se encargaría de la banda sonora a última hora.